# Saint-Désiré
 Saint-Désiré  es una población y comuna francesa, situada en la región de Auvernia, departamento de Allier, en el distrito de Montluçon y cantón de Huriel.

## Demografía
| 812 | 731 | 555 | 498 | 442 | 455 |
| Para los censos de 1962 a 1999 la población legal corresponde a la población sin duplicidades (Fuente: INSEE [Consultar]) |     |     |     |     |     |